# Precesszió

A precesszió és a nutáció hatása a földtengelyre (R – a Föld forgástengelye
P – Precesszió
N – Nutáció)

Pörgettyű precessziója

A precesszió a latin praecessio (előrenyomulás) szóból eredő, általában forgó és keringő mozgások periodikus változásaira alkalmazott szó. Hipparkhosz használta először, amikor megfigyelte és korábbi számításokkal összevetve dokumentálta a csillagok lassú, kelet felé haladó látszólagos mozgását.
Merev test forgástengelyének forgatónyomaték hatására bekövetkező elmozdulását általánosságban precessziónak nevezzük. A forgatónyomaték lehet belső, vagyis a test pillanatnyi forgástengely körüli forgása által ébredő centrifugális erők forgatónyomatéka (szabad precesszió), illetve belső és külső forgatónyomatékok egyszerre is felléphetnek (súlyos precesszió). Szabad precesszió akkor léphet fel, ha a pillanatnyi forgástengely nem esik egybe a fő tehetetlenségi tengellyel, míg súlyos precessziónál ilyen feltételnek nem szükséges teljesülnie. A definíciót az Euler-szögek segítségével is megadhatjuk: a precesszió az első Euler-szög elfordulása; a második és harmadik Euler-szög elfordulását pedig a nutációval és a forgással azonosítjuk.
A csillagászatban a precesszió kifejezés alatt általában a földtengely – a Nap és a Hold forgatónyomatékának hatására bekövetkező – elmozdulását értjük. A jelenség hatását számos ókori nép, mint pl. a sumerek, az egyiptomiak, majd az amerikai földrészen az olmékok és a maják is megfigyelték és ismerték, és az ókori görögök is tudtak létezéséről.

## A földtengely precessziójának magyarázata
A Föld nem gömb alakú, hanem ún. forgási ellipszoid. Egyenlítői átmérője 43 km-rel hosszabb, mint a sarki átmérő. Ebből az eltérésből meghatározható a Föld A lapultságának értéke:
A = (a – b)/a, ahol a az egyenlítői, b a sarki átmérő.
Az egyenlítő a földpálya síkjával 23° 27'-es szöget zár be, az egyenlítői „kidudorodás” így nem a Nap felé irányul. Ennek következtében a Nap forgatónyomatékot fejt ki a „dudorra”, amellyel a földtengelyt igyekszik az ekliptikára merőleges irányba fordítani. Ebben a nagyjából a földpálya síkjában keringő Hold is közrejátszik.

## Az égi pólusok precessziója

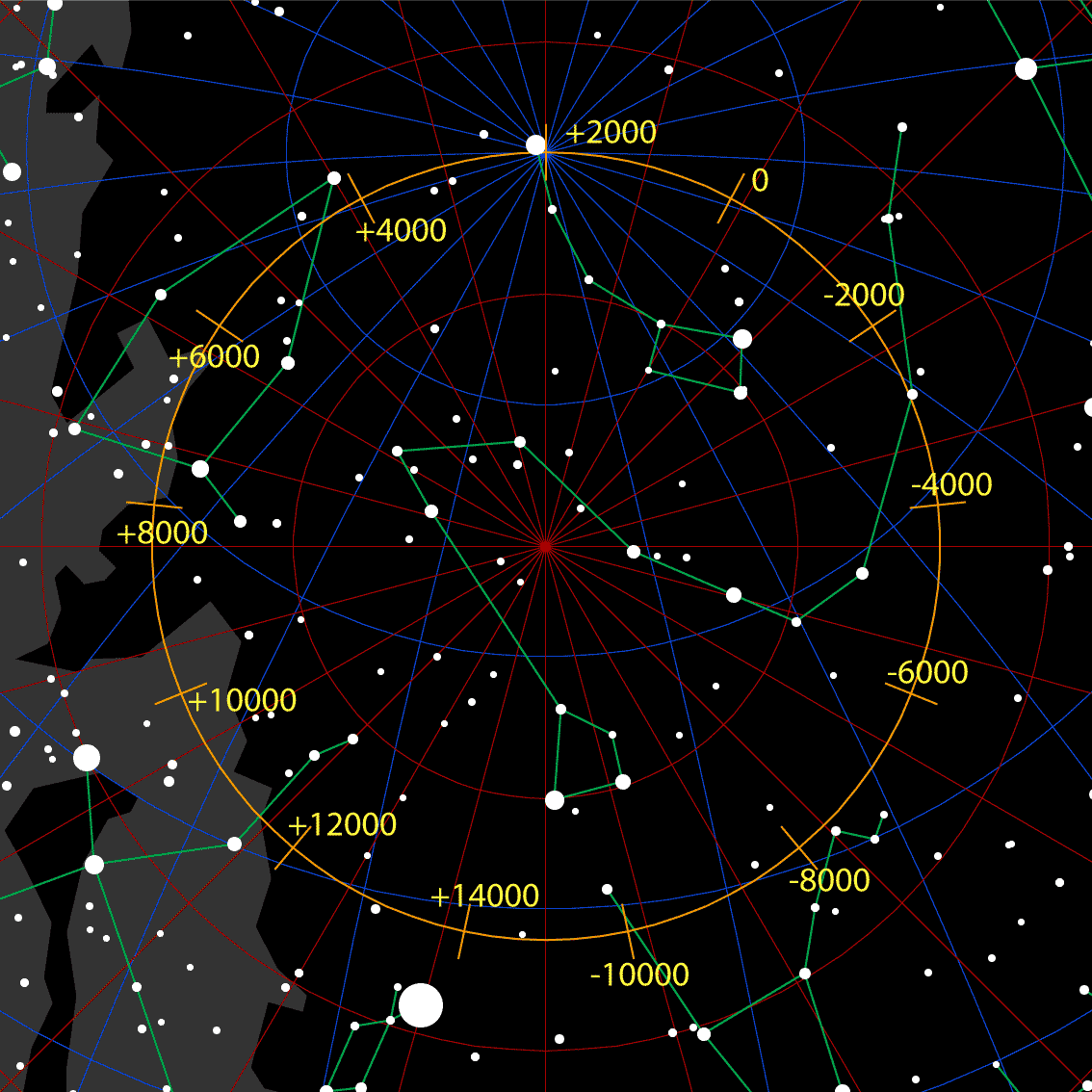
Az északi égi pólus földi precesszió miatti vándorlása

A precesszió következtében az égi pólus 23,5° távolságban vándorol az ekliptika pólusa körül. Ezzel a mozgással az északi és déli égi pólus is több csillagképen keresztülhalad. A jelenkorban a Sarkcsillag (Alfa Ursa Minoris; a Kis Medve legfényesebb csillaga) csupán 0,8°-ra van a valós égi pólustól. Ez a szögtávolság 2102-ig 0,46°-ra csökken, majd ismét növekedni kezd. Kb. i. sz. 4000–8000 között az északi égi pólus a Cepheus csillagképben lesz. I. sz. 4050 táján a Gamma Cephei, majd 7530 táján az Alfa Cephei, vagyis az Alderamin lesz a sarkcsillag. Röviddel i. sz. 14000 előtt a Lant csillagképbeli Vega lesz soron, bár távolról sem közelíti majd meg annyira az égi pólust, mint a Sarkcsillag.
A precesszió miatt a csillagtérképek és -katalógusok esetén mindig meg kell adni azt az időpontot, amelyre a csillagpozíció-adatok vonatkoznak. Ezt az időpontot epochának nevezzük.
A precesszió periódusa állandó tengelyferdeség esetén 25 730 év lenne. A tengely azonban „billeg”, 40 000 éves periódussal 22° és 24,5° között változik, így a póluspont egy önmagába nem záródó görbe mentén vándorol, a periódusa pedig 25 786 évre módosul.

## A tavaszpont precessziója
A földtengely változásával együtt az északi és déli égi pólus helyzete is változik, ami az ekvatoriális koordináta-rendszerek egyik kiindulópontja, így a hatás a csillagok rektaszcenziójának és deklinációjának változását is maga után vonja. A luniszoláris precesszió következtében az égi egyenlítő és az ekliptika metszéspontjainak – a tavaszpontnak és az őszpontnak – a helyzete is változik 50,3"/év mértékben. A tavaszpont és az őszpont közel 25 920 év alatt a Nap ekliptika menti látszólagos mozgásával ellentétes irányban körbeér az ekliptikán. Az utóbbi időközt platóni vagy nagy évnek nevezzük. A tavaszpont az ókori görögök idején a Halak csillagképbe esett.

## Perihélium-precesszió

A perihélium-precesszió szemléltetése

Az égitestek keringési pályái általában nem kör, hanem ellipszis alakúak. A Naprendszer bolygópályái miatt azt a pillanatot, amikor a bolygó a legközelebb van a Naphoz, azaz az ellipszis nagytengelyének végén helyezkedik el, perihéliumnak nevezzük. A perihélium direkt irányban elmozdul, a Föld esetén körülbelül 110 000 éves periódussal körbejárja a Napot. Ez a perihélium-precesszió (vagy elliptikus precesszió), vagyis a napközelségi pont vándorlása.
A perihélium-precesszió létezését Albert Einstein relativitás-elmélete előre jelezte, amit a gyakorlatban elsőként a Merkúr megfigyelésével igazoltak.